# 矢島晶子
矢島 晶子（やじま あきこ、1967年〈昭和42年〉5月4日 - ）は、日本の女性声優。新潟県柏崎市出身、神奈川県川崎市宮前区育ち。アクロスエンタテインメント所属。パナワークスと業務提携。日本芸術専門学校特別講師。
2024年8月1日から2025年3月31日の芸名はうえち あき。

## 経歴
新潟県柏崎市で誕生し、2歳か3歳のころに家族で引っ越した神奈川県川崎市宮前区で育つ。
演劇に興味を持った経緯は、小学校5 - 6年の時のクラブ活動で、演劇クラブで初めて演劇に触れ、「とても引っ込み思案で、小さい頃からからかわれたりもしていたものの、演技をしてる時は自分じゃないものになれることが楽しい」と感じたことがきっかけだった。小学生の頃から少年役を演じるのが好きであった。本人曰く「少年はいつもはきはきしており、活発で元気でくよくよしない、自分の言いたいことも言えるとそういうイメージがあったことから少年役に憧れていた」という。
以降、小学校から短大まで演劇部に所属していた。中学生の頃より、劇団の養成所に通ってアルバイトをしながら舞台俳優を目指そうと考えていたが、父親に反対されて短大まで進学した。
高校卒業後は、社会福祉に興味があったことから、淑徳大学短期大学部社会福祉学科へ進学。保育士の資格を取得する。在学当時は社会福祉の仕事に就くことを考えていたが、障害者施設や保育所での実習を通して、「ここに私が入っても役に立たない」と思い諦めた。
短大卒業後は和菓子屋「とらや」へ正社員として就職し、本店で店頭販売員をしていた。入社2年目半ほど経ってから、劇団青年座の夜間養成コースに通い始める。当初は「趣味でもいいから」と思っていたが、「やっぱりお芝居が好きかも知れない」と考えを改めた。青年座の研究生の試験に受かるつもりで、とらやを退職したが、その試験には落ちてしまった。
途方に暮れていたところ、青年座の夜間コースの講師だった演出家が、個人的に教室を開くということを聞き、とらや銀座店の喫茶室でアルバイトをしながら参加。当時は小劇団ブームで、友人が所属していた劇団に「1度でいいからお客さんの前で演技をしてみたい」と頼み込み、舞台出演することになった。そうして長島雄一（現：チョー）の娘役として舞台に立ち、長島を観に来ていたぷろだくしょんバオバブのマネージャー（当時）兼声優のたてかべ和也の目にかかりスカウトされた。
オーディションを経てテレビアニメ『アイドル伝説えり子』の主人公・田村えり子役で声優デビューすることになった。えり子役が決まったあと、たてかべの計らいでマイクワークに慣れるため、声優の学校へ連れられるなどの練習の場が与えられた。そして、機内版『ロジャー・ラビット』の収録スタジオへ連れられて、端役として初めてアフレコに参加した。そのため、声優としてのデビュー作は『ロジャー・ラビット』となる。
なお、声優デビューし『アイドル伝説えり子』に出演後も2年間から3年間はとらやでのアルバイトを続けていた。
2010年4月をもってぷろだくしょんバオバブを退所し、2015年9月1日より、しばらくの間AIR AGENCYと業務提携を行っていた。2024年8月1日よりアクロスエンタテインメントの所属になり、あわせて芸名を矢島晶子からうえちあきに改名したと発表したが、2025年4月1日からは元の芸名である矢島晶子に戻した。
2017年1月9日、テレビ朝日にて放映された『人気声優200人が本気で選んだ!声優総選挙!3時間SP』で第16位に選ばれる。
近年は、沖縄県を拠点に活動するナレーター・声優のフリーランスチーム「パナワークス」に参加しており、沖縄県での活動も多い。

## 人物
声種はソプラノ。
『クレヨンしんちゃん』の野原しんのすけの声を1992年4月放送開始から26年3か月にわたって担当していたほか、『ホーム・アローン』シリーズ（ケビン）や『スター・ウォーズ エピソードI』（アナキン・スカイウォーカー）、『シックス・センス』（コール）など、子役の吹き替えを多く担当している。
また、原恵一監督作品の常連でもあり、原も藤原啓治共々「いつも僕の作品にご出演頂いています」とコメントしている。また、『百日紅 〜Miss HOKUSAI〜』での矢島の演技に関して「男の子の声は天才的にうまかった」と評価している。
趣味はインテリアコーディネート、一人旅、絵本読み聞かせ。特技はインドネシア語（ちょっと）、エセウチナーグチ。
資格は防災士、淑徳大学客員教授、普通自動車免許、保育所保母免許。
父親が自営業であり、最初に洋品店のようなのをし、上手くいかず潰れ、川崎市に引っ越してきてから、父親は反物をバイクで売り歩いて、母親が仕立てをしていた。その後、父親は保険会社の代理店を始めたという。兄と弟がいる。

## エピソード
子供の頃から芝居が大好きで舞台女優を目指しており、中学時代に『ガラスの仮面』を読んで北島マヤの演劇への情熱に強く共感し、憧れた。2005年版のアニメでは北島マヤのライバルである姫川亜弓を演じることになる。
子供の頃に見たアニメは、『デビルマン』『タイムボカンシリーズ』、『はじめ人間ギャートルズ』など。
声優、ナレーターである矢島正明と同姓のため、声優業界では姓で呼ばれることは少ない。愛称も名前に由来する。

### デビュー初期
声優としてのデビューのきっかけになった、『アイドル伝説えり子』の田村えり子役のオーディションに受かった理由は、「マイクの乗りがとてもよかった」とのことだが、一方で「業界一小さい声」とも言われたという。
『アイドル伝説えり子』の田村えり子役のオーディションに受かり、声優の勉強をしていたある日、たてかべ和也に「矢島行くぞ」と言われ、機内版『ロジャー・ラビット』の収録スタジオへ連れて行かれた。矢島は見学するものだと思っていたが、いきなり台本を渡されてペンギンなどの端役を振られ、初めてアフレコに参加することになった。しかし、多くの人がいるスタジオの中で、自分の役が回ってきてもマイクに上手く立てず、監督に怒られたり周りに迷惑をかけることになり、帰る頃には泣いてしまった。
『アイドル伝説えり子』での声の芝居には不慣れだったが、えり子の母親役であり、当時同じ事務所の先輩だった滝沢久美子からブレスや立ち位置などアドバイスを受け、一年間えり子の声を演じきった。
なお、えり子の歌を担当する田村英里子のレコード音源が使えず、矢島が歌唱しなければならないシーンがあったが、「自分の歌が下手（歌うと半音上がっていたり下がっていたりする）」という理由から嫌っていた。しかし、それでも収録しなければならず、居残りをしたこともあった。また、えり子のライバルである、朝霧麗の歌を担当した橋本舞子のライブへ、音響監督に連れられて見学したこともある。
とらやの正社員を辞めて、声優としてデビューしたことは、父親に内緒だった。ある時、親戚が父親に対し、矢島が声優をしていることを話してバレてしまった。父親から怒られたものの、矢島は父親の涙を見て謝った。その後、『クレヨンしんちゃん』での出演を通して、父親から認められるようになった。

### クレヨンしんちゃん
『クレヨンしんちゃん』の野原しんのすけの演技と声は、1992年のアニメ開始当初は独特の抑揚が無く、発声自体もかなり高音であった。1993年頃を境に徐々に現在の声に変わっていった。現在のような演技に変化した理由は、原作の作風の変化を受けてアニメも徐々に演技が変化していったからである。矢島自身も演技の変化に途中で気付き、大熊昭音響監督に「1回目と今とでは全然違うんですけど大丈夫ですか?」と訊いたが、「大丈夫です！」と軽く言われたので、「そういうものなのか」と思うようにした。
なお、初期から存在する、しんのすけの特徴的な笑い方は、矢島の弟を真似している。
2018年6月1日、テレビ朝日は同年6月29日の放送を最後に矢島がしんのすけ役を降板すると発表した。矢島本人からの申し出があり、番組の制作スタッフと協議を重ねた結果、降板が決定した。矢島は次のようにコメントを寄せた。
矢島はしんのすけの声について、降板前年に「ここまで作ってくると、結構疲れてきますよ」と述べており、収録後は確実に声が荒れることから、女の子役など場合によっては別作品のオファーが来ても断らざるを得ないとも明かしていた。
テレビ朝日は2018年6月14日、しんのすけ役の後任に小林由美子が決定したことを番組サイトにて発表した。小林は7月6日放送分から担当している。
小林とは小林の2024年4月22日付のブログで、矢島と対面しての挨拶が叶ったと明かされており、その際矢島から「しんのすけをたのんだゾ〜！」というメッセージも貰ったと明かしている。

## 出演
太字はメインキャラクター。

### テレビアニメ
1989年
- アイドル伝説えり子（1989年 - 1990年、田村えり子）
- らんま1/2 熱闘編

1990年
- アイドル天使ようこそようこ（スー）
- NG騎士ラムネ&40（ヨルルン）
- キャッ党忍伝てやんでえ（ギャル）
- 雲のように風のように
- 昆虫物語 みなしごハッチ（コオロギの子、ガッコ）
- コボちゃんスペシャル 秋がいっぱい!!（サトシ）
- ジャングルブック・少年モーグリ（1989年 - 1990年、メシュア）
- たいむとらぶるトンデケマン!（ベーブ・ルースの妹）
- ちびまる子ちゃん（あけみ〈初代〉）
- 魔神英雄伝ワタル2（レイナ）
- 魔法のエンジェルスイートミント（クレア）
- 桃太郎伝説 PEACHBOY LEGEND（鬼子）

1991年
- 宇宙伝説ユリシーズ31（ユミ）
- コボちゃんスペシャル 夢いっぱい!!（サトシ）
- ジャンケンマン（グーヤン）
- ちいさなおばけアッチ・コッチ・ソッチ（コッチ）
- 燃えろ!トップストライカー（マルコ）
- YAWARA!（尾上）

1992年
- 宇宙の騎士テッカマンブレード（少年）
- クッキングパパ（1992年 - 1995年、小原えつこ、田村ももこ）
- クレヨンしんちゃん（1992年 - 2018年、野原しんのすけ〈初代〉 / しんちゃん、殴られうさぎ）
- ゲンジ通信あげだま（女生徒）
- コボちゃん（1992年 - 1994年、野原さとし、水の江 他）
- 超電動ロボ 鉄人28号FX（カイ）
- 花の魔法使いマリーベル（1992年 - 1993年、ビビアン）
- ファンタジーアドベンチャー 長靴をはいた猫の冒険（人魚姫、ゲルダ）
- 丸出だめ夫（サラ）

1993年
- カリメロ（ポット）
- それいけ!アンパンマン（ドロンコくん〈初代〉）
- 姫ちゃんのリボン（真佐子）
- 勇者特急マイトガイン（1993年 - 1994年、吉永サリー、リリー）

1994年
- 白雪姫の伝説（ミルフェ）
- 七つの海のティコ（トゥピア）
- 覇王大系リューナイト（1994年 - 1995年、パッフィー）
- 美少女戦士セーラームーンS（玉三郎、慎之介）
- ヤマトタケル（カオン）

1995年
- オズ・キッズ（ネディ）
- おもちゃの国のノディ（テシー）
- 恐竜冒険記ジュラトリッパー（マルチナ）
- 新機動戦記ガンダムW（リリーナ・ドーリアン / リリーナ・ピースクラフト）
- クマのプー太郎（しあわせウサギ）
- 新世紀エヴァンゲリオン（ウグイス嬢）
- 天地無用!（1995年 - 1997年、眷皇鬼、幽伎） - 2シリーズ
- 魔法陣グルグル（アーデンベルグ）

1996年
- 怪傑ゾロ（ポポロ）
- 機動戦艦ナデシコ（1996年 - 1997年、少女、サユリ）
- VS騎士ラムネ&40炎（BQ、宿屋の娘）
- 爆走兄弟レッツ&ゴー!!（1996年 - 1997年、三国チイコ、パイロット、ジョー、リポーター） - 2シリーズ
- はじめ人間ゴン（星の王子様）
- ぼのぼの（ミンミン）
- モジャ公（ヒュン）
- YAT安心!宇宙旅行（チアキ）
- るろうに剣心 -明治剣客浪漫譚-（天草翔伍〈少年時代〉）

1997年
- CLAMP学園探偵団（大川誠心）
- 剣風伝奇ベルセルク（1997年 - 1998年、リッケルト）
- ジャングルDEいこう!（泉川真奈見・初代ミイ）
- 少女革命ウテナ（石蕗美蔓）
- 超者ライディーン（たける）
- バトルアスリーテス大運動会（アンナ・レスピーギ）
- 烈火の炎（紅）

1998年
- アニメ週刊DX!みいファぷー
  - こっちむいてみい子（山田まもる）
  - ふしぎ魔法ファンファンファーマシィー（ニボシ、なつみ、プカ）
  - ヘリタコぷーちゃん（てるてるタコボーズ、メカぷーちゃん）

- 金田一少年の事件簿（1998年 - 1999年、新谷百合、遊佐チエミ、葉多野春菜）
- センチメンタルジャーニー（今中香澄）
- DTエイトロン（ドリー）
- プリンセスナイン 如月女子高野球部（堀田小春）
- 魔術士オーフェン（マリス）

1999年
- エクセルサーガ（コゼット）
- 臣士魔法劇場 リスキー☆セフティ（深見優雅）
- THE ビッグオー（1999年 - 2003年、R・ドロシー・ウェインライト） - 2シリーズ
- 神風怪盗ジャンヌ（アクセス・タイム、都の母、桜）
- セラフィムコール（桜瀬ちなみ）
- 爆球連発!!スーパービーダマン（黒羽光一）
- 名探偵コナン（1999年 - 2014年、森由紀子、七川絢〈初代〉、渡辺幸）

2000年
- 妖しのセレス（佐原美緒里）
- 犬夜叉（2000年 - 2010年、逆髪の結羅、琥珀） - 2シリーズ
- 学校の怪談（だっと）
- 機巧奇傳ヒヲウ戦記（マユ）
- キョロちゃん（2000年 - 2001年、カンタ）
- 幻想魔伝 最遊記（清風・明月）
- 週刊ストーリーランド（お菊）
- 人造人間キカイダー THE ANIMATION（女の子）

2001年
- アルジェントソーマ（クローカ）
- 新白雪姫伝説プリーティア（万年）
- 地球防衛家族（白鳥エレン）
- FF：U 〜ファイナルファンタジー:アンリミテッド〜（タイラント伯爵、チョビ）
- フィギュア17 つばさ&ヒカル（椎名つばさ）
- ポケットモンスター（ヒメグマ、リングマ）
- 魔法戦士リウイ（アイラ）

2002年
- あたしンち（野原しんのすけ）※ゲスト出演
- 攻殻機動隊 S.A.C（ミキ）
- 灰羽連盟（クウ）
- 炎の蜃気楼（森野紗織）

2003年
- シンデレラボーイ（マルコ）
- 鋼の錬金術師（クローゼ）
- ふたつのスピカ（2003年 - 2004年、鴨川アスミ）
- まぶらほ（音邑けやき）

2004年
- 巌窟王（エデ）
- 絢爛舞踏祭 ザ・マーズ・デイブレイク（サーラ・シェーシャ）
- ふたりはプリキュア（2004年 - 2006年、ミップル） - 2シリーズ

2005年
- うえきの法則（ユンパオ）
- AIR（浜辺の少年）
- ガラスの仮面（2005年版）（姫川亜弓）
- 交響詩篇エウレカセブン（サクヤ）
- NARUTO -ナルト-（蘭丸）
- BLOOD+（2005年 - 2006年、ディーヴァ、宮城リク、音無響）
- MONSTER（ヴィム）

2006年
- いぬかみっ!（タヌキ）
- Ergo Proxy（ピノ）
- おとぎ銃士 赤ずきん（ラプンツェル）
- Kanon（第2作）（倉田一弥）
- ケロロ軍曹（2006年 - 2014年、アリサ＝サザンクロス） - 2シリーズ
- 地獄少女（ユキ）
- .hack//Roots（ガスパー）
- ぷるるんっ!しずくちゃん（2006年 - 2013年、ロンロン、ポヨヨン、カルアちゃん、ウラメッシー君） - 3シリーズ
- xxxHOLiC（2006年 - 2008年、雨童女） - 2シリーズ
- ワンワンセレプー それゆけ!徹之進（ロビー、リナ、リナのママ）

2007年
- CLANNAD-クラナド-（2007年 - 2009年、僕の声） - 2シリーズ
- さよなら絶望先生（2007年 - 2009年、新井智恵、糸色倫、糸色交 他） - 3シリーズ
- 神霊狩/GHOST HOUND（駒玖珠都）
- 電脳コイル（小此木京子）
- BLUE DROP 〜天使達の戯曲〜（若竹マリ）

2008年
- キャシャーン Sins（ルナ）
- 黒執事（2008年 - 2009年、アンジェラ）
- シゴフミ（文伽）
- DEATH NOTE リライト 2 Lを継ぐ者（女の子、観客）
- ドルアーガの塔 シリーズ（2008年 - 2009年、カイ） - 2シリーズ
- 夏目友人帳（2008年 - 2011年、子狐） - 2シリーズ

2009年
- ジャングル大帝 -勇気が未来をかえる-（大山賢一）
- スレイヤーズEVOLUTION-R（少年）
- 遊☆戯☆王5D's（ニコ）

2010年
- カッコカワイイ宣言!（こうはい）
- クレヨンしんちゃんSHIN-MEN（ファイヤーSHIN-MEN ゴゥ）
- 真・恋姫†無双 〜乙女大乱〜（張譲）
- 伝説の勇者の伝説（アルア）
- ドラえもん（テレビ朝日版第2期）（お返しハンド、シンデレラ）

2011年
- TIGER & BUNNY（シス）

2012年
- あらしのよるに 〜ひみつのともだち〜（タオ）
- おじゃる丸（2012年 - 2015年、羽虫、銅オニ）
  - おじゃる丸スペシャル「わすれた森のヒナタ」（ヒナタ）

- しろくまカフェ（レッサーパンダ）
- トリコ（二代目メルク）
- 猫の棲む島（猫）
- FAIRY TAIL（2012年 - 2024年、レクター） - 4シリーズ
- まじっく快斗（フィリップ・マクシミリアンド・イングラム王子）
- LUPIN the Third -峰不二子という女-（少年）

2013年
- 俺の脳内選択肢が、学園ラブコメを全力で邪魔している（道楽宴）
- 新世界より（悪鬼）
- 東京レイヴンズ（大連寺利矢）
- NARUTO -ナルト- 疾風伝（サソリ〈幼少期〉）

2014年
- ガイストクラッシャー（阿久あまりん）
- 牙狼〈GARO〉 -炎の刻印-（アロイス）

2015年
- 牙狼 -紅蓮ノ月-（金時）
- DD北斗の拳2（リュウ）
- PEANUTS スヌーピー -ショートアニメ（チャーリー・ブラウン）

2016年
- 6HP/シックスハートプリンセス（仁ちゃん）
- 少年メイド（日野花子）
- タイムボカン24（ジャンヌ・ダルク）
- パズドラクロス（2016年 - 2018年、幼いランス）
- ユーリ!!! on ICE（西郡空挧流、西郡流麗、西郡流譜）

2017年
- ひなろじ〜from Luck & Logic〜（学園長）

2018年
- ポプテピピック（2018年 - 2021年、ピピ美〈第7話Aパート / 再放送・リミックス版第12話Aパート〉）

2019年
- 荒野のコトブキ飛行隊（マダム・ルゥルゥ）

2020年
- 半妖の夜叉姫（琥珀〈少年時代〉）

2022年
- 史上最強の大魔王、村人Aに転生する（謎の幼児）
- うる星やつら (2022)（少年）

2023年
- ぐんまちゃん（オバケ）

### 劇場アニメ
1990年
- ヘヴィ（メアリー・ベイリー）

1992年
- せんぼんまつばら 川と生きる少年たち（ふみ）
- YAWARA! それゆけ腰ぬけキッズ!!（若松俊秀）

1993年
- 蒼い記憶 満蒙開拓と少年たち（伸二）
- クレヨンしんちゃん アクション仮面VSハイグレ魔王（しんのすけ）

1994年
- クレヨンしんちゃん ブリブリ王国の秘宝（しんのすけ）

1995年
- クレヨンしんちゃん 雲黒斎の野望（しんのすけ）
- サヨナラはお乳の匂い（吉田隆）

1996年
- クレヨンしんちゃん ヘンダーランドの大冒険（しんのすけ）
- トイレの花子さん（宮野かおり）
- 負けるな! 千太（千太）

1997年
- 機関車先生（井口妙子）
- クレヨンしんちゃん 暗黒タマタマ大追跡（しんのすけ）
- 新世紀エヴァンゲリオン劇場版 Air/まごころを、君に
- 爆走兄弟レッツ&ゴー!!WGP 暴走ミニ四駆大追跡!（ゼフィ）

1998年
- 機動戦艦ナデシコ -The prince of darkness-（テラサキ・サユリ）
- クレヨンしんちゃん 電撃!ブタのヒヅメ大作戦（しんのすけ）
- 新機動戦記ガンダムW Endless Waltz 特別編（リリーナ・ドーリアン）

1999年
- クレしんパラダイス! メイド・イン・埼玉（しんのすけ）
- クレヨンしんちゃん 爆発!温泉わくわく大決戦（しんのすけ）

2000年
- 劇場版 ああっ女神さまっ（エクス）
- クレヨンしんちゃん 嵐を呼ぶジャングル（しんのすけ）
- 劇場版ポケットモンスター 結晶塔の帝王 ENTEI（ミー）

2001年
- クレヨンしんちゃん 嵐を呼ぶ モーレツ!オトナ帝国の逆襲（しんのすけ）
- バンパイアハンターD（子供時代のレイラ）
- 劇場版 幻想魔伝 最遊記 Requiem 選ばれざる者への鎮魂歌（朋蘭）
- ONE PIECE ねじまき島の冒険（アキース）

2002年
- 犬夜叉 鏡の中の夢幻城（琥珀）
- クレヨンしんちゃん 嵐を呼ぶ アッパレ!戦国大合戦（しんのすけ）
- Piaキャロットへようこそ!! 〜さやかの恋物語〜（神塚ユキ）

2003年
- クレヨンしんちゃん 嵐を呼ぶ 栄光のヤキニクロード（野原しんのすけ）

2004年
- クレヨンしんちゃん 嵐を呼ぶ!夕陽のカスカベボーイズ（しんのすけ）
- 劇場版 金色のガッシュベル!! 101番目の魔物（コトハ）

2005年
- 映画 ふたりはプリキュア Max Heart（ミップル）
- 映画 ふたりはプリキュア Max Heart 2 雪空のともだち（ミップル）
- クレヨンしんちゃん 伝説を呼ぶブリブリ 3分ポッキリ大進撃（しんのすけ）

2006年
- クレヨンしんちゃん 伝説を呼ぶ 踊れ!アミーゴ!（しんのすけ）
- 新SOS大東京探検隊（尾崎聡 / サスケ）
- デジモンセイバーズ THE MOVIE 究極パワー! バーストモード発動!!（リズム）
- ブレイブ ストーリー（皇女ゾフィ）

2007年
- オシャレ魔女♥ラブandベリー しあわせのまほう（ユミ）
- 河童のクゥと夏休み（女子アナ）
- クレヨンしんちゃん 嵐を呼ぶ 歌うケツだけ爆弾!（しんのすけ）

2008年
- クレヨンしんちゃん ちょー嵐を呼ぶ 金矛の勇者（しんのすけ）

2009年
- 映画 プリキュアオールスターズDX みんなともだちっ☆奇跡の全員大集合!（ミップル）
- クレヨンしんちゃん オタケベ!カスカベ野生王国（しんのすけ）

2010年
- いばらの王 -King of Thorn-（ティム〈ティモシー・レイゼンバッハ〉）
- 映画 プリキュアオールスターズDX2 希望の光☆レインボージュエルを守れ!（ミップル）
- カラフル（駄菓子屋の子供）
- クレヨンしんちゃん 超時空!嵐を呼ぶオラの花嫁（しんのすけ）
- 超劇場版ケロロ軍曹 誕生!究極ケロロ 奇跡の時空島であります!!（アリサ＝サザンクロス）

2011年
- 映画 プリキュアオールスターズDX3 未来にとどけ! 世界をつなぐ☆虹色の花（ミップル）
- クレヨンしんちゃん 嵐を呼ぶ黄金のスパイ大作戦（しんのすけ）
- 豆富小僧（おろく）

2012年
- クレヨンしんちゃん 嵐を呼ぶ!オラと宇宙のプリンセス（しんのすけ）
- しらんぷり（ドンチャン）

2013年
- クレヨンしんちゃん バカうまっ!B級グルメサバイバル!!（しんのすけ）
- 映画 プリキュアオールスターズNewStage2 こころのともだち（ミップル）

2014年
- 大きい1年生と小さな2年生（あきよ）
- クレヨンしんちゃん ガチンコ!逆襲のロボとーちゃん（しんのすけ）

2015年
- GAMBA ガンバと仲間たち（忠太）
- クレヨンしんちゃん オラの引越し物語 サボテン大襲撃（しんのすけ）
- 百日紅 〜Miss HOKUSAI〜（茶屋の子供）

2016年
- クレヨンしんちゃん 爆睡!ユメミーワールド大突撃（しんのすけ）

2017年
- クレヨンしんちゃん 襲来!!宇宙人シリリ（しんのすけ）

2018年
- クレヨンしんちゃん 爆盛!カンフーボーイズ〜拉麺大乱〜（しんのすけ）
- 薄墨桜 -GARO-（金時）
- 映画 HUGっと!プリキュア♡ふたりはプリキュア オールスターズメモリーズ（ミップル）

2019年
- ラブライブ!サンシャイン!! The School Idol Movie Over the Rainbow（鞠莉の母）
- バースデー・ワンダーランド（ドロポ）

2022年
- かがみの孤城（リオン〈幼少期〉）

### OVA
1989年
- 機動戦士 SDガンダム外伝（ユイリィ姫）

1990年
- 女戦士エフェ&ジーラ グーデの紋章（オーリン）
- 新カラテ地獄変（フォアラ〈少女時代〉）
- フリテンくん（C子）
- YJ版レモンエンジェル（メダカ）

1991年
- くまのおいしゃさん
- ドラゴンナイト（ラーラ）
- 遊人ブランド（ひとみ）

1992年
- リカちゃんの日曜日（アキ）

1993年
- その気にさせてよmyマイ舞（輪玖舞）
- 砂の薔薇 雪の黙示録（ティミー）
- ロックマンの日本上陸（小林優太）

1994年
- 聖ミカエラ学園漂流記II（大島由美子）
- 臀撃おしおき娘ゴータマン（美空ひばり）
- 天使なんかじゃない（麻宮裕子）
- 覇王大系リューナイト アデュー・レジェンド（1994年 - 1995年、パッフィー）

1995年
- 下級生 MY PRETTY CLASS STUDENT（秋元ひかり）
- 学校の幽霊
- 銀河お嬢様伝説ユナ〜哀しみのセイレーン〜（香坂エリカ）
- 覇王大系リューナイト アデュー・レジェンドII（1995年 - 1996年、パッフィー）

1996年
- 着ぐるみ戦隊キルティアン（母親）
- きゃんきゃんバニーエクストラ（1996年 - 1997年、スワティ）
- 銀河お嬢様伝説ユナ〜深闇のフェアリィ〜（香坂エリカ）
- 同級生2（舞島可憐）
- 覇王大系リューナイト アデュー・レジェンド・ファイナル（パッフィー）

1997年
- ヴァンパイアハンター The Animated Series（アニタ）
- ジャングルDEいこう!（真奈見）
- 新機動戦記ガンダムW Endless Waltz（リリーナ・ドーリアン）
- ソリトンの悪魔（美鈴）
- 闘神都市II 青嵐篇（クライア）
- VS騎士ラムネ&40FRESH（レモン）
- バトルアスリーテス大運動会（アンナ・レスピーギ）
- ふしぎ遊戯 第二部（芒辰）
- 魔討綺譚 ZANKAN!（斬奸）（栞）
- 魔法少女メルル〜オーガの山〜（メルル・シェクル）

1998年
- 青の6号（獣人の娘）
- ジオブリーダーズ（桜木高見）
- 魔法少女メルル2〜サハギンの河〜（メルル・シェクル）

2000年
- からくりの君（蘭菊）

2001年
- ふしぎ遊戯 永光伝（礼清帝）
- ONE 〜輝く季節へ〜（柚木詩子）

2002年
- ジャングルはいつもハレのちグゥ デラックス（アレ〈妹〉）

2007年
- .hack//G.U. Returner（ガスパー）

2008年
- 獄・さよなら絶望先生（糸色倫、糸色交、娘々）

2009年
- 学校が怖い（夢子）
- 懺・さよなら絶望先生 番外地（新井智恵、糸色倫）

### Webアニメ
2012年
- エイプリルフール企画「青の祓魔師」×「地獄のミサワ」スペシャルコラボムービー（「ズレそう」の奥村燐）

2016年
- クレヨンしんちゃん外伝 エイリアン vs. しんのすけ（しんのすけ）
- クレヨンしんちゃん外伝 おもちゃウォーズ（しんのすけ）

2017年
- クレヨンしんちゃん外伝 家族連れ狼（しんのすけ）
- クレヨンしんちゃん外伝 お・お・お・のしんのすけ（しんのすけ）

### ゲーム
1991年
- エフェラ アンド ジリオラ ジ・エンブレム フロム ダークネス（オーリン）
- 雀偵物語2 宇宙探偵ディバン出動編（桐島エリ）

1993年
- あにまーじゃんV3（留美）
- クイズクレヨンしんちゃん（しんのすけ）
- クレヨンしんちゃん 嵐を呼ぶ園児
- クレヨンしんちゃん オラと遊ぼ（しんのすけ）

1994年
- あにまーじゃんX（留美）
- アイドル雀士スーチーパイII（片桐志穂）

1995年
- アイドル雀士スーチーパイ Special / Remix / Limited（片桐志穂）
- 銀河お嬢様伝説ユナ2 永遠のプリンセス（香坂エリカ）
- クレヨンしんちゃん パズル大魔王の謎（しんのすけ）
- 宝魔ハンターライム スペシャルコレクション Vol.2（たいまー、係員、デパート店員）

1996年
- アイドル雀士スーチーパイII Limited（片桐志穂）
- 王国のグランシェフ（チョミラ）
- 銀河お嬢様伝説ユナFX 哀しみのセイレーン（香坂エリカ）
- クマのプー太郎 空はピンクだ!全員集合!!（それダメっす）（しあわせウサギ）
- クライスイーパー（甲斐シュリ）
- チップちゃんキィーック！（ムーナ）
- はるかぜ戦隊Vフォース（織田雪菜）
- ヒロインドリーム2（九櫛円）
- LULU（ルル）
- 若草物語麻雀四姉妹（如月光）

1997年
- アルバレアの乙女（ミュイール・メルロワーズ）
- 銀河お嬢様伝説ユナ3 LIGHTNING ANGEL（香坂エリカ）
- シルエットミラージュ（シャイナ・ネラ・シャイナ）
- 対戦ホットギミック（雀犬、清水智子）
- だいなあいらん（堤ぱりん）
- 同級生2（水野友美）
- BSファイアーエムブレム アカネイア戦記編 第2話 赤い竜騎士（カチュア〈ペガサスナイト〉）
- ミニ四駆 爆走兄弟レッツ&ゴー!!WGP HYPER HEAT（三国チイコ、ジョー）

1998年
- エーベルージュ2（アルテナ・ブリュッケン）
- 機動戦艦ナデシコ The blank of 3years（イツキ・カザマ、テラサキ・サユリ）
- 銀河お嬢様伝説ユナ FINAL EDITION（香坂エリカ）
- サキュヴァス 堕ちた天使（ティナ）
- 新世代ロボット戦記ブレイブサーガ（吉永サリー）
- スーチーパイアドベンチャー ドキドキナイトメア（片桐志穂）
- 対戦ホットギミック 快楽天（雀犬）
- 対戦麻雀ファイナルロマンス4（やまがみしの、日向ミキ）
- ツインズストーリー きみにつたえたくて…（菊岡華乃）
- 慟哭 そして…（青木千砂）
- ドカポン! 怒りの鉄剣（スコップ、ウイウイ）

1999年
- ガイナロックR（ルイ・リベルタ）
- ゴエモン もののけ双六
- サーカディア（桐生院深雪）
- スパイロ・ザ・ドラゴン（スパイロ）
- 対戦ホットギミック3 デジタルサーフィン
- 火魅子伝 〜恋解〜（愛宕）
- ペルソナ2 罪（天野舞耶）
- 封神領域エルツヴァーユ（アルティ・アル・ラーゼル）
- PAQA（パクァ）
- 悠久幻想曲3 Perpetual Blue（ビセット・マーシュ）
- Little Lovers SHE SO GAME（神藤ゆりか）

2000年
- SDガンダム GGENERATION（2000年 - 2025年、リリーナ・ドーリアン / リリーナ・ピースクラフト / クイーン・リリーナ） - 9作品
- ガイアマスター（ティアラ）
- 高機動幻想ガンパレード・マーチ（新井木勇美）
- サンライズ英雄譚R（リリーナ・ドーリアン）
- スパイロ×スパークス トンでもツアーズ（スパイロ）
- ブレイブサーガ2（吉永サリー）
- ペルソナ2 罰（天野舞耶）
- 悠久組曲 All Star Project（ビセット・マーシュ）
- ロックマンDASH2 エピソード2 大いなる遺産（セラ）

2001年
- 犬夜叉（琥珀）
- キッズステーション クレヨンしんちゃん オラとおもいでつくるゾ!（しんのすけ〈野原しんのすけ〉）
- サンライズ英雄譚2（リリーナ・ドーリアン、R・ドロシー・ウェインライト）
- ハリー・ポッターと賢者の石（ハリー・ポッター）

2002年
- グランディア エクストリーム（ディーネ）
- スター・ウォーズ ギャラクティック・バトルグラウンド（アナキン・スカイウォーカー）
- ハリー・ポッターと秘密の部屋（ハリー・ポッター）

2003年
- SUNRISE WORLD WAR From サンライズ英雄譚（R.ドロシー、サリー）
- 式神の城II（ニーギ・ゴージャスブルー）
- WILD ARMS Alter code:F（レディ・ハーケン）

2004年
- 鬼武者3（アンリ・ブラン）
- クレヨンしんちゃん 嵐を呼ぶ シネマランドの大冒険!
- 金色のガッシュベル!! 友情タッグバトル フルパワー（コトハ）
- テイルズ オブ リバース（アニー・バース）
- ポップンミュージック12 いろは（のはらしんのすけ〈『オラはにんきもの』歌唱〉）

2005年
- 犬夜叉 奥義乱舞（琥珀）
- 新世紀勇者大戦

2006年
- ヴァルキリープロファイル レナス（アリーシャ）
- ヴァルキリープロファイル2 シルメリア（アリーシャ / ヴァルキリー）
- うえきの法則 倒すぜロベルト十団!!（ユンパオ）
- クレヨンしんちゃん 最強家族カスカベキング うぃ〜（しんのすけ）
- クレヨンしんちゃん 伝説を呼ぶ オマケの都ショックガーン!
- テイルズ オブ ザ ワールド レディアント マイソロジー（アニー）
- .hack//G.U.（2006年 - 2017年、ガスパー） - 4作品
- BLOOD+ 双翼のバトル輪舞曲（宮城リク）
- BLOOD+ ファイナルピース（宮城リク）
- BLOOD+ ONE NIGHT KISS（宮城リク）
- ブレイブ ストーリー 新たなる旅人（ワタル）
- ブレイブ ストーリー ワタルの冒険（ワタル）

2007年
- クレヨンしんちゃんDS 嵐を呼ぶ ぬってクレヨ〜ン大作戦!
- みんなのGOLF 5（クリス）

2008年
- クレヨンしんちゃん 嵐を呼ぶ シネマランド カチンコガチンコ大活劇!（しんのすけ）
- 神霊狩/GHOST HOUND DS（駒玖珠都）
- スーパーロボット大戦Z（R・ドロシー・ウェインライト、R・D）

2009年
- クレヨンしんちゃん 嵐を呼ぶ ねんどろろ〜ん大変身!
- スーパーロボット大戦NEO（パッフィー・パフリシア）
- テイルズ オブ ザ ワールド レディアント マイソロジー2（アニー・バース）
- ぼくのなつやすみ4 瀬戸内少年探偵団「ボクと秘密の地図」（ボク）

2010年
- 機動戦士ガンダム エクストリームバーサス（2010年 - 2016年、リリーナ・ドーリアン） - 3作品
- クレヨンしんちゃん おバカ大忍伝 すすめ!カスカベ忍者隊!
- クレヨンしんちゃん ショックガ〜ン!伝説を呼ぶオマケ大ケツ戦!!
- 白騎士物語 -光と闇の覚醒-（フランポワーズ）
- .hack//Link（ガスパー）
- Hello,good-bye（竜胆棗）
- HEAVY RAIN 心の軋むとき（ジェイソン・マーズ、ショーン・マーズ）

2011年
- クレヨンしんちゃん 宇宙DEアチョー!? 友情のおバカラテ!!
- 第2次スーパーロボット大戦Z 破界篇 / 再世篇（R・ドロシー・ウェインライト）
- テイルズ オブ ザ ワールド レディアント マイソロジー3（アニー・バース）
- ペルソナ2 罪 INNOCENT SIN（天野舞耶）

2012年
- トリコ グルメサバイバル!2（メルク）
- トリコ グルメモンスターズ!（メルク）
- ペルソナ2 罰 ETERNAL PUNISHMENT（天野舞耶）

2013年
- スーパーロボット大戦Operation Extend（パッフィー・パフリシア）
- トリコ グルメガバトル!（二代目メルク）
- BEYOND : Two Souls（ジョディ・ホームズ〈幼少期〉）

2014年
- あかやあかしやあやかしの（もみじ）
- クレヨンしんちゃん 嵐を呼ぶ カスカベ映画スターズ!（しんのすけ）
- 第3次スーパーロボット大戦Z 時獄篇 / 天獄篇（R・ドロシー・ウェインライト）
- テイルズ オブ ザ ワールド レーヴ ユナイティア（アニー・バース）

2015年
- ブレイブリーセカンド（アヤメ）

2016年
- ヴァルキリーアナトミア -ジ・オリジン-（アリーシャ）
- League of Legends（ソラカ）

2017年
- スーパーロボット大戦V（吉永サリー）
- ガンダムバーサス（リリーナ・ドーリアン）
- クレヨンしんちゃん 激アツ! おでんわ〜るど大コン乱!（しんのすけ）

2018年
- スターオーシャン:アナムネシス（アリーシャ / ヴァルキリー）
- スーパーロボット大戦X（吉永サリー）
- グランブルーファンタジー（ミップル）
- 機動戦士ガンダム エクストリームバーサス2（2018年 - 2025年、リリーナ・ドーリアン） - 4作品

2019年
- スーパーロボット大戦T（吉永サリー）
- テイルズ オブ ザ レイズ（アニー）
- スーパーロボット大戦DD（リリーナ・ドーリアン）

2020年
- エンゲージソウルズ（フィグ）

2021年
- クッキーラン: キングダム（海の妖精クッキー）
- ハヴァナクシア（クレウ）

2023年
- けものフレンズ3（アリサ・サザンクロス）

### ドラマCD
- 愛していると言ってくれ。（吉峰真由子）
- あかやあかしやあやかしの シリーズ（もみじ）
  - あかやあかしやあやかしの アンソロジードラマCD1「かくれんぼ」
  - あかやあかしやあやかしの アンソロジードラマCD2「かげふみあそび」
  - あかやあかしやあやかしの ドラマCD
- アルジェントソーマ “if” 〜for the future Lovers〜（クローカ）
- Weiß kreuz Dramatic Collection I The Holy Children（水澤みな）
- ヴァンパイアハンター ドラマCD（アニタ）
- X CHARACTER FILE 6 YUTO&SEISHIRO（雪華）
- おと×まほ（白姫彼方）
- 巌窟王audio drama異形の貴公子（エデ）
- きゃんきゃんバニーエクストラ シリーズ（スワティ）
  - きゃんきゃんバニーエクストラ2
  - きゃんきゃんバニーエクストラ3〜浮気な女と呼ばないで〜
  - きゃんきゃんバニーエクストラ4〜ハイスクール天国〜
- 銀の勇者 ドラマCD（水の精霊）
- 紅心王子（ロビン）
- 高機動幻想ガンパレード・マーチシリーズ（新井木勇美）
- ゴーストハント（吉見克巳）
- 最遊記2（芳茗）
- THE ビッグオー"WALKIMG TOGETHER ON THE YELLOW BRICK ROAD"（R・ドロシー・ウェインライト）
- 絢爛舞踏祭 ザ・マーズ・デイブレイク[希望号DISC]（サーラ・シェーシャ）
- JOKER FILE 1 - 2（女ジョーカー）
- 少年陰陽師 天狐編（晶霞）
- 新機動戦記ガンダムW BLIND TARGET（リリーナ・ドーリアン）
- ストロベリー・デカダン（深草柚以子）
- それゆけ!宇宙戦艦ヤマモト・ヨーコ Action-2（アルバート）
- ASUKA2（鈴花麗）
- TARAKO ぱっぱらパラダイス（ダウ）
- テイルズ オブ リバース vol.1 - 4（アニー・バース）
- 天使禁猟区 星幽界編2（ティアイエル、ナレーション）
- 天然!絶滅ヒーロー!! 1 - 2（ベルベット）
- ドルアーガの塔 〜the spoon of URUK〜（カイ）
- ドルアーガの塔 〜the fork of URUK〜（カイ）
- 夏目友人帳（子狐）
- ハイパーあんな（沢霞）
- 覇王大系リューナイト シリーズ（パッフィー・パフリシア）
  - 覇王大系リューナイト CDシネマ 1「ブラボー砦の決闘」（ジェーン）
  - 覇王大系リューナイト CDシネマ 2 - 4「ティア・ダナーンの闘い」
  - アースティア密着24時 世界まるごとリューナイト
  - 続・アースティア密着24時 世界まるごとリューナイトテレビ
  - 呪われたアデュー! リュー使い最大の危機!!
  - 覇王大系リューナイト外伝 聖騎士の約束（パティ）
  - 覇王大系リューナイト CDシネマ「カイオリスへの旅立ち」
- 爆走兄弟レッツ&ゴー!! シリーズ（三国チイコ、ジョー）
  - 爆走兄弟レッツ&ゴー!!GIRL〈レディース・グランプリ開幕!!〉
  - 爆走兄弟レッツ&ゴー!! 超青春ドラマCD 第2弾
- はやて×ブレード1 - 3（天地ひつぎ）
- 陽だまりのピニュ（丸尾修子）
- GファンタジーコミックCDコレクション ファイアーエムブレム暗黒竜と光の剣 vol.3 風の軌跡（カチュア）
- ファイナルファンタジーアンリミテッド After2（チョビ）
- 封殺鬼（真弥）
- BLOOD ALONE 3（モトエ）
- ペルソナ2 罪と罰 〜果てしなき青春〜（天野舞耶）
- プリンセスナイン 如月女子高野球部 CDドラマ 燃える対決!裸のナインたち（堀田小春[94]）
- 放課後のトム・ソーヤー（田代優子）
- ぽっぷるメイルパラダイス4・5（ダウ）
- 魔討綺譚 ZANKAN! ドラマティックCD BOOK（栞）
- 真夏の恋人（若葉葵）
- 魔法少年マジョーリアン（ジェーン太）
- まもって守護月天!（山野辺翔子〈初代〉）
- もう一度ONLY YOU（紀子）
- ヤンデレ彼女（吉本聖）
- 悠久幻想曲3 Perpetual Blue マキシシングルコレクション Vol.4（ビセット・マーシュ）
- 勇者特急マイトガイン 嵐を呼ぶハネムーン（吉永サリー）
- ルイの魔裁判1 - 2（ミケット）
- ルードヴィッヒ革命（ブランシュ）

### オーディオドラマ
- 新機動戦記ガンダムW Frozen Teardrop 次なる戦い（2014年、リリーナ・ピースクラフト）

### 吹き替え

#### 担当俳優
ジェイク・ロイド
- ジングル・オール・ザ・ウェイ（ジェイミー）※ソフト版
- スター・ウォーズ エピソード1/ファントム・メナス（アナキン・スカイウォーカー）
- ミルドレッド（ジェイク・“JJ”・ウォーレン）

ハーレイ・ジョエル・オスメント
- シックス・センス（コール・シアー）※ソフト版、日本テレビ版
- フォレスト・ガンプ/一期一会（フォレストの息子）※フジテレビ版
- ぼくの神さま（ロメック）

マコーレー・カルキン
- ページマスター（リチャード）
- ホーム・アローン（ケビン・マカリスター）※フジテレビ版（日本語吹替完全版Blu-rayBOX収録）
- ホーム・アローン2（ケビン・マカリスター）※フジテレビ版

#### ドラマ
1995年
- X-ファイル（ティナ・シモンズ〈イヴ9号〉 / シンディ・リアドン〈イヴ10号〉、マイケル・マースデン）※ソフト版
- フルハウス（テディ）

1996年
- アボンリーへの道（フェリックス・キング）※第27 - 65話

1997年
- 小公子（セドリック）※NHK教育版
- 愉快なシーバー家（ベン・シーバーの幼少期）
- X-ファイル（ケヴィン・クライダー〈ケヴィン・ゼガーズ〉）※ソフト版

1998年
- 高慢と偏見（メアリ）

1999年
- ER IV 緊急救命室（スコット・アンスポー〈トレヴァー・モーガン〉）

2000年
- 走れ!ケリー（ダニー・フォスター）
- ふたりは最高! ダーマ&グレッグ（グレッグ少年時代）

2005年
- パリの恋人（カン・ゴン）

2006年
- ごめん、愛してる（キム・ガルチ）※テレビ東京版
- 春のワルツ（ウニョン子供時代）

2007年
- デスパレートな妻たち3（エイミー）

2009年
- ER XIV 緊急救命室（ジョシュア・リプニッキ〈マイルズ・ハイザー〉）

2011年
- iCarly（マンディ）
- トンイ（トンイ〈幼少時〉）

2013年
- 猫弁と透明人間（タイハクオウム）

2014年
- サム&キャット（グウェン〈ソフィア・グレース〉）

2015年
- エクスタント（イーサン・ウッズ〈ピアース・ガニォン〉）

#### アニメ
時期不明
- 白くまになりたかった子ども（ちびくま）※ 仏・デンマーク合同制作アニメ
- 新くまのプーさん（ジュニア）
- トムとジェリーキッズ（パーシー）
- ひとりぼっちのショーン（ショーン）※ 英BBCでクリスマスに放映された短編アニメ

1992年
- チップとデールの大作戦（ミッジ）※新吹き替え版

1998年
- キャスパー（キャスパー）※VHS版

2001年
- キャスパーのクリスマス（キャスパー）

2005年
- スター・ウォーズ クローン大戦（アナキン少年時代）

2008年
- バイオハザード:ディジェネレーション（ラーニー・チャウラー）

2009年
- くもりときどきミートボール（カル）

2010年
- 怪盗グルーの月泥棒 3D（イーディス）

2013年
- 怪盗グルーのミニオン危機一発（イーディス）
- マイリトルポニー〜トモダチは魔法〜（ピップスクィーク）

2014年
- LEGO® ムービー（ワンダーウーマン、少年）

2016年
- LEGO スター・ウォーズ/フリーメーカーの冒険（ベイダー少年時代）

2017年
- 怪盗グルーのミニオン大脱走（イーディス）
- KUBO/クボ 二本の弦の秘密（クボ）

2024年
- 怪盗グルーのミニオン超変身（イディス）

### パチンコ
- CRホットギミック（2002年、雀犬）
- CRフィーバースター・ウォーズ ダース・ベイダー降臨（2008年、アナキン・スカイウォーカー〈少年〉）
- ぱちんこ ガラスの仮面（2020年、姫川亜弓[102]）

### テレビドラマ
- 猫弁と透明人間（2013年4月22日、タイハクオウムの声）

### 映画
- 猫目小僧（2006年、猫目小僧の声）

### ラジオ
- ポリケロいろいろ（♯141ゲスト）
- ポリケロこんじゃく（♯47ゲスト）
- NHKラジオ第2放送・おはなしの旅
  - 『マッチ売りの少女』
  - 『風およめさん』
  - 『母をたずねて三千里』
- 超!A&G+ライブラリー「ホンバン。」（第49回 2011年8月9日 ゲスト）
- Sweet&Bitter（2018年10月 - 2019年3月、2019年10月 - 2020年3月、ラジオ沖縄）

### CMナレーション

#### のはらしんのすけ関連
- クレヨンしんちゃん関連CM
- NITTOHNE「クレヨンしんちゃんのクリーミーココア」（1992年 - 1993年）
- 三重県観光連盟『おもてなし王国、三重県』（2001年）
- ニッポンレンタカー（2004年 - 2010年）
- オロナイン液
- リクルート賃貸版
- バンプレストゲーム「クレヨンしんちゃん」
- バンダイ「おっ! チョコビ」・「チョコビ」
- ナック「クリクラ」
- 西宇和農業協同組合「にしうわみかん・オレンジ」
- すき家「やきそば牛丼」
- サークルKサンクス「おにぎり」
- ファブリーズ
- 花王「アタック」
- レオハウス

#### その他のCM
- 健栄製薬 『感染列島×手ピカジェル』（アライグマとの二役）
- バンプレスト『ぷよぷよ』関連[8]
  - 『す〜ぱ〜ぷよぷよ』
  - 『ぷよぷよ（ゲームボーイ版）』
  - 『す〜ぱ〜なぞぷよ ルルーのルー』
- バンプレスト『スーパーロボット大戦COMPACT for WonderSwanColor』（2001年）

### ボイスオーバー
- 地球ドラマチック「インド・走り続ける少年」（2007年、ボイスオーバー）ブディア・シン少年

## ディスコグラフィ

### キャラクターソング
- 公文式による教材
- 勇者特急マイトガイン 歌のアルバム - 「サリーのトクトクバイト情報」「私のバイトウィークリー」他
- 機動戦艦ナデシコ 明日の艦長はキミだ - 「Delicious Island」
- 覇王大系リューナイト ヴォーカル・コレクション - 「Angel Flower」
- バトルアスリーテス大運動会 音楽篇 1 - 「NUDE」他
- 新機動戦記ガンダムW OPERATION 4 - 「愛はまだ泣かない」
- セラフィムコール ミニ・サウンドトラック「洋菓子の味」 - 「それから…」他
- フィギュア17 つばさ&ヒカル …いつかこの場所で… - 「ここにいるよ」他
- リトルラバーズ シーソーゲーム Little Love Letters SECOUND MAIL緑ヶ丘高校 神藤ゆりか - 「写真は色褪せていく、でも…」他

### のはらしんのすけ名義
- オラはにんきもの※声優が歌うアニメキャラクター名義のシングルとしては、史上初のオリコンの10位以内を記録
- パリジョナ大作戦（マロン公しゃく&のはらしんのすけ）
- パカッポでGO!
- とべとべおねいさん（with アクション仮面〈玄田哲章〉）
- オラたちはにんきもの（さっちゃん&しんちゃん名義、with 小林幸子）
- ユルユルでDE-O!